# Procanthia argentea
Procanthia argentea är en fjärilsart som beskrevs av George Francis Hampson 1900. Procanthia argentea ingår i släktet Procanthia och familjen björnspinnare. Inga underarter finns listade i Catalogue of Life.